# História do turfe em Belo Horizonte
Belo Horizonte foi inaugurada em 12 de dezembro de 1897 e na planta original da cidade já existia uma área destinada a um hipódromo, que foi inaugurado em 8 de julho de 1906 com o nome de Prado Mineiro. A palavra “prado” é usada, frequentemente, como sinônimo de hipódromo, principalmente naquela época. A partir de 1909 escasseiam as informações, por parte dos historiadores da capital mineira, sobre as corridas de cavalos. A área passou a ser utilizada para outras atividades como futebol, exposições agropecuárias, quartel militar e até um campo de pouso.
A cidade foi crescendo e em volta do hipódromo formou-se o bairro do Prado.

## Prado Mineiro
Desde a fundação de Belo Horizonte havia sido destinada uma área para a construção de um hipódromo; na volta desta área desenvolveu-se o bairro Prado. O hipódromo  foi inaugurado em 8 de julho de 1906, conhecido como Hipódromo do Prado Mineiro.
No dia 10/08/1938 foi fundado o Derby Club de Belo Horizonte, uma sociedade com a finalidade de reorganizar o turfe na cidade. Foi eleita a primeira diretoria, e a presidência foi entregue a um militar, ao capitão Franklin Rodrigues de Moraes. Mas no dia 14 de outubro ele renunciou à presidência e o cargo passou para o vice Clóvis de Magalhães Pinto.
As corridas de cavalos eram realizadas quase sempre aos domingos. Em 1942 foram interrompidas e só retornaram em 1944 por iniciativa de Menotti Mucelli, que assumiu em 16/09/1944 a presidência da entidade, já com o nome de Jóquei Clube de Belo Horizonte. As atividades continuaram até 1951, quando acabaram de vez as corridas e a área foi absorvida pela Polícia Militar de Minas Gerais, que instalou ali um quartel e a Academia de Polícia Militar de Minas Gerais.

### Primeiros Presidentes
- 10 de agosto de 1938 – Primeiro presidente, Capitão Franklin Rodrigues de Moraes, tendo como 1.º vice o Dr. Clóvis de Magalhães Pinto. A entidade foi fundada nesta data com o nome de Derby Club de Belo Horizonte.

- 14 de outubro de 1938 – Clóvis de Magalhães Pinto, o vice-presidente, assume interinamente a presidência com a renúncia do Capitão Franklin Rodrigues de Moraes.

- 07 de novembro de 1938 – Clóvis de Magalhães Pinto é eleito presidente pelo Conselho Deliberativo.

- 13 de outubro de 1939 – Clóvis de Magalhães Pinto é reeleito presidente pela Assembléia Geral.

- 22 de setembro de 1940 – Clóvis de Magalhães Pinto é reeleito presidente pela Assembléia Geral.

- 04 de novembro de 1941 – Clóvis de Magalhães Pinto é reeleito presidente pela Assembléia Geral.

- 25 de setembro de 1942 – Cecílio Fagundes é empossado presidente pela Assembléia Geral, para mandato de dois anos. Álvaro Batista de Oliveira é indicado presidente de honra.

- 19 de outubro de 1942 – A entidade muda o nome para Jóquei Clube de Belo Horizonte.

- 16 de setembro de 1944 – Menotti Mucelli é eleito presidente pela Assembléia Geral. Juscelino Kubitschek é o presidente de honra.

- 05 de outubro de 1946 – Bento Gonçalves Filho é eleito presidente pela Assembléia Geral.

- 10 de março de 1947 – Renúncia coletiva da diretoria.

- 01 de maio de 1947 – Alberto Deodato é empossado no cargo de presidente para completar o biênio 1946/48, com o Coronel Manoel Joaquim Guedes como 1.º vice e Bento Gonçalves Filho como 2.º vice.

- 18 de outubro de 1948 – Carlos Alberto Quadros é empossado presidente, com Arsênio Garzon (1.º vice-presidente) e Hélio Lodi (2.º vice-presidente).

## Hipódromo Serra Verde
O Serra Verde foi o principal hipódromo que existiu em Belo Horizonte, funcionando regularmente de 1964 a 2006 no Bairro Serra Verde, quase na divisa com os municípios de Vespasiano e Santa Luzia. Pertencia ao Jockey Club de Minas Gerais, uma sociedade turfística que foi fundada ainda na década de 50, na capital mineira.
As corridas só foram iniciadas com a inauguração oficial do hipódromo, em 04/04/1965. Como estava começando do “zero”, ela só foi possível graças à cidade de Curvelo, situada a 160 quilômetros de Belo Horizonte, que tinha corridas regulares com cavalos mestiços. Toda a infra-estrutura turfística de Curvelo foi importada: cavalos, jóqueis, treinadores, proprietários e aficionados.
No dia 13 de junho foram iniciadas as corridas com os cavalos da raça Puro-Sangue Inglês, a mais utilizada para a prática deste esporte em todo o mundo. Mas em 1967 as corridas foram paralisadas para a reforma total do hipódromo. 
No dia 17 de maio de 1970 o Hipódromo Serra Verde foi reinaugurado, com instalações que o colocavam entre os melhores do país. A pista era de areia, formato oval e tinha cerca de 1.700 metros. As arquibancadas eram amplas. As cocheiras tinham capacidade para aproximadamente 200 animais.
A partir daí passou a ter corridas regulares, exclusivamente com os puros-sangues, na média de uma reunião turfística por semana, com quatro a seis páreos, que agrupavam entre 5 e 10 cavalos.
Na década de 80 o clube viveu a sua melhor fase. Grande parte dos cavalos pertencia a proprietários cariocas e as cocheiras ficavam cheias na época do verão, pois muitos cavalos do Rio de Janeiro tinham problemas de saúde nesta época do ano em virtude do forte calor da cidade.
No início do século XXI o clube passou a enfrentar severa crise financeira e a última corrida de cavalos foi realizada no dia 07/02/2002. Continuou a existir como centro de preparação para cavalos que corriam no Rio de Janeiro. No dia 15/02/2006 o governador de Minas Gerais, Aécio Neves, desapropriou o Hipódromo Serra Verde para a construção de um centro administrativo, projetado pelo arquiteto Oscar Niemeyer para ser a nova sede do Estado.

## Relação dos ex-presidentes do Jockey Club de Minas Gerais
1. Herbert Magalhães Drumond - 1958 a 1960
2. Bento Gonçalves Filho - 1961 a 1963
3. Navantino Alves - 1965 a 1966
4. Paulo Emilio Nelson de Senna -1969 a 1970
5. José Maria Alkmin - 1970 a 1972
6. Benzion Levy - 1972 a 1974
7. Perseu Oridal Vigne - 1974 a 1975
8. Moacyr Andrade Ribeiro de Oliveira - 1975 a 1978
9. Adelmar Cadar - 1979 a 1985
10. Humberto de Mattos Reis - 1985 a 1988
11. João Alves da Silva - 1988 a 1991
12. Roberto Valente de Oliveira - 1991 a 1992
13. Antônio Cadar Neto - 1993 a 1997
14. Helmar Lobo Tenreiro Aranha - 11/12/1997 a 30/06/1998
15. Harold Alvarenga - 01/07/1998 a 31/01/2001
16. João Virgílio Sifuentes Costa - 01/02/2001 a 26/04/2001
17. Helmar Lobo Tenreiro Aranha - 27/04/2001 a 29/08/2001
18. Carlos Eduardo Capucio - 30/08/2001 a 02/11/2003

## Reuniões realizadas no Serra Verde – 1970 a 2002
| 1970 – 32 reuniões + 1 experimental 1971 – 52 reuniões 1972 – 53 reuniões 1973 – 54 reuniões 1974 – 53 reuniões 1975 – 54 reuniões 1976 – 47 reuniões 1977 – 47 reuniões 1978 – 52 reuniões 1979 – 51 reuniões 1980 – 52 reuniões 1981 – 54 reuniões | 1982 – 52 reuniões 1983 – 52 reuniões 1984 – 47 reuniões 1985 – 48 reuniões 1986 – 45 reuniões 1987 – 53 reuniões 1988 – 50 reuniões 1989 – 44 reuniões 1990 – 28 reuniões 1991 – 18 reuniões 1992 – 24 reuniões | 1993 – 28 reuniões 1994 – 31 reuniões 1995 – 47 reuniões 1996 – 48 reuniões 1997 – 46 reuniões 1998 – 35 reuniões 1999 – 29 reuniões 2000 – 24 reuniões 2001 – 14 reuniões 2002 – 2 reuniões |

Total de 1366 reuniões.

## Relação dos cavalos que mais venceram no Hipódromo Serra Verde
- Blanquito – 20 vitórias entre 1986 e 1990
- Xatonaby – 18 vitórias entre 1993 e 1998
- Habib Abidu – 18 vitórias entre 1997 e 2001
- Máster of Woodbine – 17 vitórias entre 1990 e 1993
- Pendragon – 13 vitórias entre 1990 e 1994